# Медаль «За усердие к службе»
Медаль «За усердие к службе» — медаль Российской империи, которой награждались отставные солдаты, продолжившие службу в 1806—1807 годах и отслужившие не менее трёх лет.

## Основные сведения
Медаль «За усердие к службе» была учреждена Александром I по положению от 31 октября 1806 года и по указу «О приглашении отставных нижних воинских чинов на службу», направленному министру внутренних дел В. П. Кочубею, от 5 февраля 1807 года. В этих же указах была учреждена медаль «В честь заслуженному солдату». Целью учреждения данных наград было поощрение вторично призываемых на службу солдат, ввиду большой потребности страны в рекрутах в период наполеоновских войн.

## Порядок награждения
Согласно указу, награждались солдаты, вышедшие в отставку, и вновь поступившие на службу в армии в 1806—1807 годах и прослужившие затем по крайней мере три года. Известно, что к 1810 году прослужили три года и подали в отставку 441 военнослужащих из числа вторично призванных. Образец медали был утверждён императором с большим опозданием, только в январе 1817 года. К этому моменту многие из военнослужащих, имевших право на получение награды, умерли. Многие также не подавали прошение о награждении. Информации о награждённых нет, но известно, что в 1817—1825 годах на Санкт-Петербургском монетном дворе отчеканено не более 10 медалей.

## Описание медали
Медали были сделаны из серебра. Диаметр 17,5 мм. Гурт гладкий. На лицевой стороне медали изображён портрет Александра I. На обрезе портрета указана подпись медальера — Ш. По окружности вдоль края медали надпись: «Б.М.АЛЕКСАНДРЪ I ИМПЕРАТОРЪ ВСЕРОСС». На оборотной стороне медали горизонтальная надпись в три строки:
ЗА
УСЕРДИЕ
КЪ СЛУЖБѢ.
Под надписью расположена фигурная черта.

## Порядок ношения
Медаль имела ушко для крепления к ленте. Носить медаль следовало в петлице (на груди). Лента медали — Александровская.